# Linderos del Ala
Linderos del Ala es una localidad peruana ubicada en el distrito de Buenos Aires, perteneciente a la provincia de Morropón del departamento de Piura, al norte del Perú. 

## Ubicación
Linderos del Ala se ubica al norte de la provincia de Morropón, en el distrito de Buenos Aires, en el departamento de Piura.

## Demografía
En 2017 Linderos del Ala tenía una población de 53 habitantes.
| Gráfica de evolución demográfica de Linderos del Ala entre 1993 y 2017 |
|                                                                        |
| Fuentes: Población 1993 y 2017                                         |